# Ласкарево
Ла̀скарево е село в Югозападна България. То се намира в община Сандански, област Благоевград.

## География
Ласкарево е разположено в полите на Пирин. Селото се намира на около 7 километра от Сандански.

## История
До 1934 година името на селото е Долни Орман, но Ласкарево е паралелно име на селото. В „Етнография на вилаетите Адрианопол, Монастир и Салоника“, издадена в Константинопол в 1878 година и отразяваща статистиката на населението от 1873 година, Долне Ормане Ласкарево (Dolné Ormané Laskarévo) е посочено като село с 42 домакинства и 140 българи.
В 1891 година Георги Стрезов споменава селото, което по това време е махала на село Орман:
| „ | Орман, на СЗ от Мелник 1 1/2 час път. Сградено в едно хълмисто място на присой. Разказват, че това място било някога непроходим лес; оттук си получило названието селото; и сега под селото се виждат остатъци от тази гора. Къщите са разпръснати на разстояние от 1/2 час и се разделят на няколко махали. Главните са Горни Орман или Ласкарево и Долни Орман или Ладарево. Местно едно предание разправя, че тия села и Склавие се заселили от трима братя: Ладар, Ласкар и Славко, от дето са получили и имената. Сеят сусам, памук, анасон и жита; занимават се и с лозарство. За двете махали има една църква „Св. Марина“; четат смесено; училище няма. В селото се виждат остатъци от две още църкви: „Св. Спас“ и „Св. Атанас“. В Ладарево 60 къщи, в Ласкарево 30, всичките български. | “ |

Към 1900 година според статистиката на Васил Кънчов („Македония. Етнография и статистика“) населението на селото е 160 души, всички българи-християни.

## Население

### Етнически състав
Преброяване на населението през 2011 г.
Численост и дял на етническите групи според преброяването на населението през 2011 г.:
|                     | Численост |
| Общо                | 205       |
| Българи             | 198       |
| Турци               | -         |
| Цигани              | -         |
| Други               | -         |
| Не се самоопределят | -         |
| Неотговорили        | 5         |

## Културни и природни забележителности
Селото има много забележителности. Има читалище, кръстено на Веселин Бабалеев, участник във Втората световна война, има и библиотека.

## Редовни събития
Всяка година в селото се провежда събор по случай Спасовден и в храма „Свети Спас“ се провежда литургия.

## Личности
Родени в Долни Орман
- Костадин Ласкарев, деец на ВМОРО, на 8 февруари 1903 година в неговата къща 8-членната чета на Яне Сандански води сражение с 460 души турска войска, което първото сражение между чета на ВМОРО и османски части в Мелнишко[7]
- Марко Бабалеев (1871 – ?), български просветен деец, завършил с шестия випуск Солунската българска мъжка гимназия през 1891 година.[8] и в 1895 година филология в Софийския университет[9]